# Adampil
Adampil (ukrainisch Адампіль; russisch Адамполь Adampol) ist ein Dorf im Osten der ukrainischen Oblast Chmelnyzkyj mit etwa 950 Einwohnern (2001).

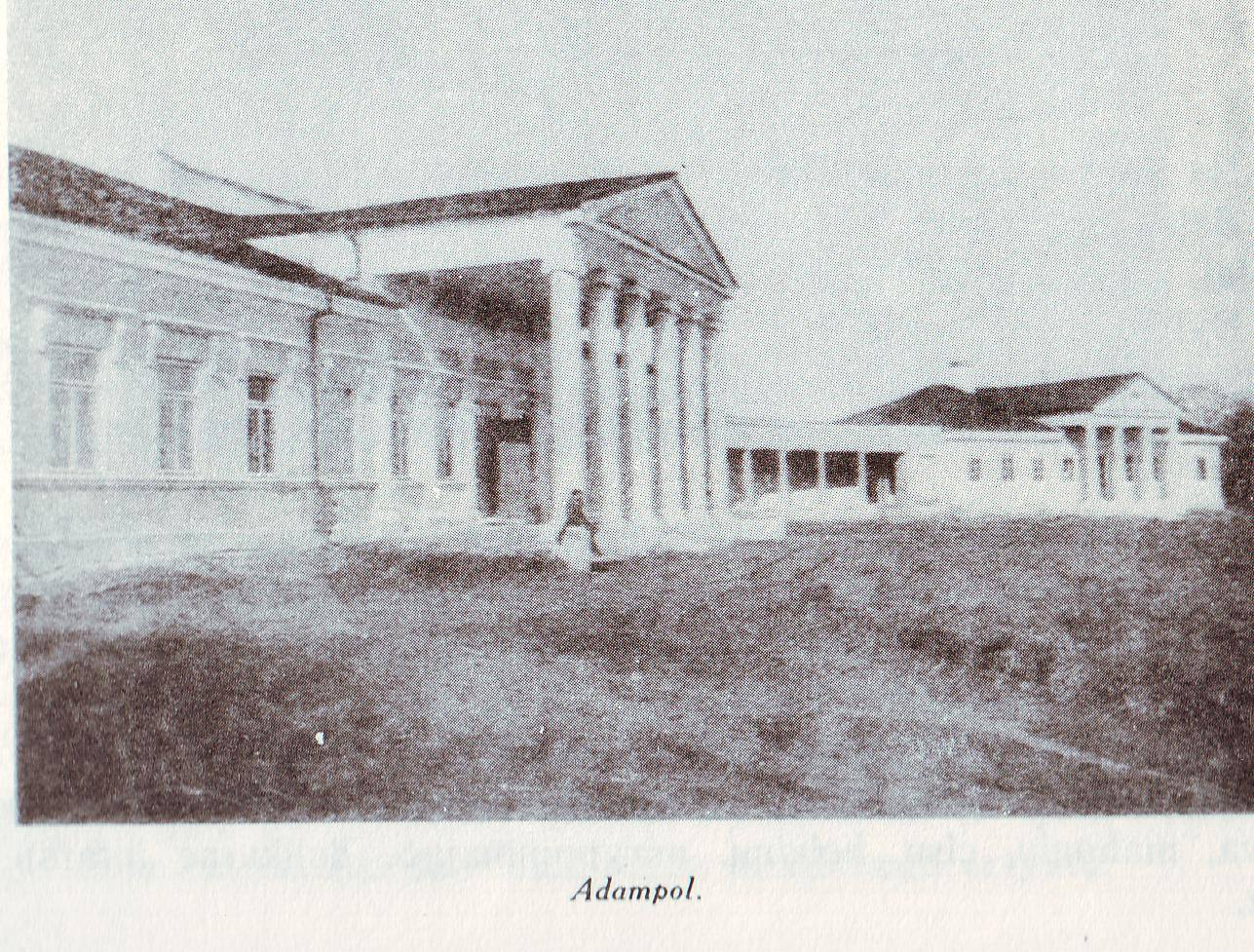
Klassizistischer Palast in Adampol, 1929

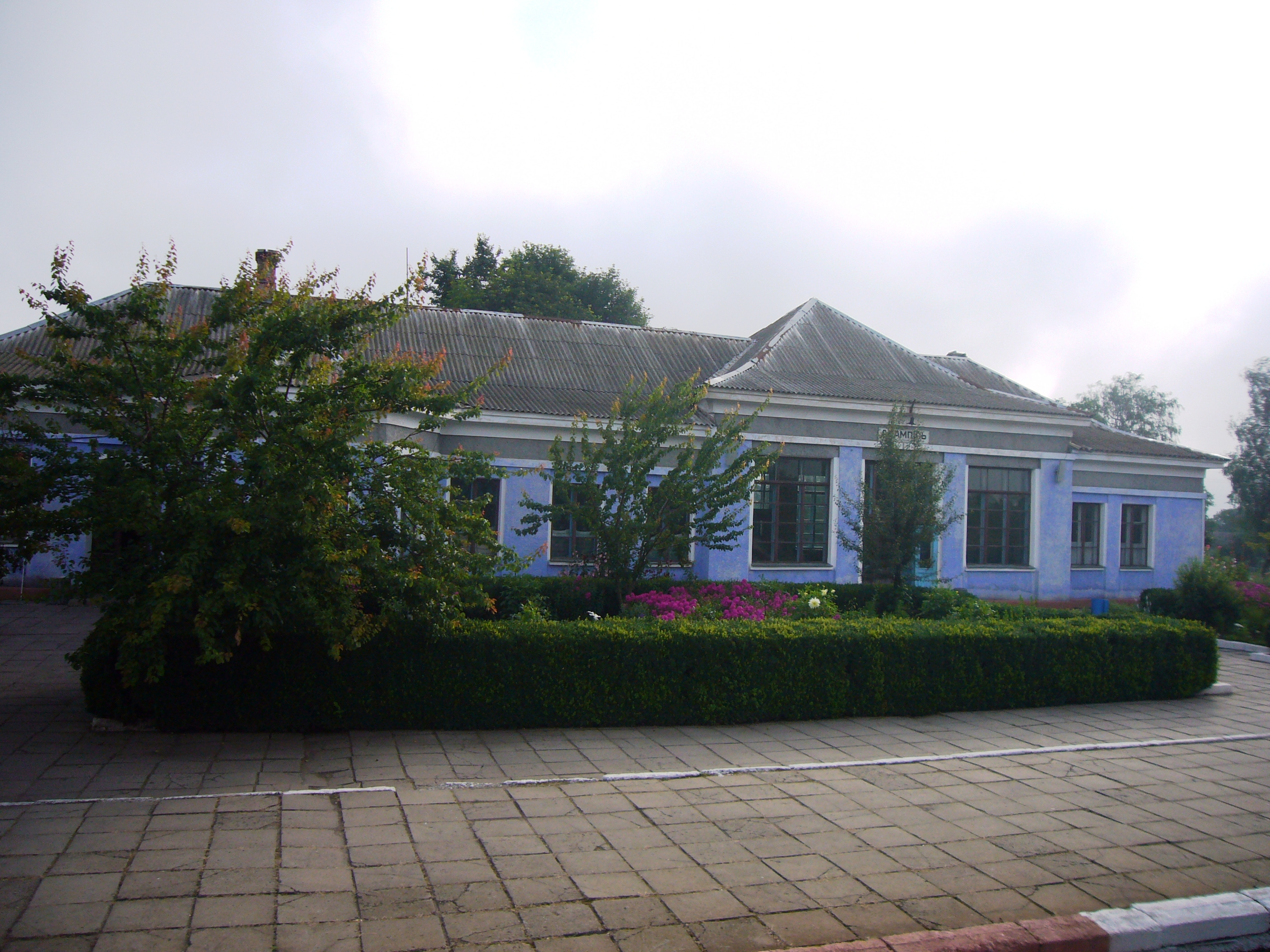
Bahnhof Adampil

Im Dorf entsteht eine moderne Fabrik zur Verarbeitung von Sojabohnen.
Die Ortschaft liegt auf einer Höhe von 307 m am Ufer der Domacha (Домаха), einem 20 km langen, linken Nebenfluss des Südlichen Bugs, 13 km nordöstlich vom Gemeindezentrum Stara Synjawa und 75 km nordöstlich vom Oblastzentrum Chmelnyzkyj.
Durch das Dorf verläuft die Territorialstraße T–23–18 sowie eine Bahnstrecke Starokostjantyniw–Kalyniwka, an der das Dorf eine Bahnstation besitzt.
Am 13. August 2015 wurde das Dorf ein Teil der neugegründeten Siedlungsgemeinde Stara Synjawa, bis dahin bildete es zusammen mit den Dörfern Lypky (Липки) und Perekora (Перекора) die gleichnamige Landratsgemeinde Adampil (Адампільська сільська рада/Adampilska silska rada) im Nordosten des Rajons Stara Synjawa.
Am 17. Juli 2020 kam es im Zuge einer großen Rajonsreform zum Anschluss des Rajonsgebietes an den Rajon Chmelnyzkyj.